# 광주광역시의 대학 목록
대한민국 광주광역시에 위치한 대학교의 목록이다.

## 대학
| 이름               | 설립 유형  | 위치       | 규모                      | 비고         |
| ------------------ | ---------- | ---------- | ------------------------- | ------------ |
| 광주과학기술원     | 특별법법인 | 북구       | 1캠퍼스, 1대학, 1대학원   | 기타공공기관 |
| 광주교육대학교     | 국립       | 북구       | 1캠퍼스, 1대학, 1대학원   | 교육대학     |
| 전남대학교         | 국립       | 북구, 동구 | 2캠퍼스, 17대학, 10대학원 |              |
| 한국방송통신대학교 | 국립       | 광산구     | 14캠퍼스, 4대학, 2대학원  | 방송통신대학 |
| 광신대학교         | 사립       | 북구       | 1캠퍼스, 1대학, 6대학원   |              |
| 광주대학교         | 사립       | 남구       | 1캠퍼스, 6대학, 3대학원   |              |
| 광주여자대학교     | 사립       | 광산구     | 1캠퍼스, 1대학, 3대학원   |              |
| 남부대학교         | 사립       | 광산구     | 1캠퍼스, 1대학, 3대학원   |              |
| 송원대학교         | 사립       | 남구       | 1캠퍼스, 1대학, 1대학원   |              |
| 조선대학교         | 사립       | 동구       | 1캠퍼스, 16대학, 8대학원  |              |
| 호남대학교         | 사립       | 광산구     | 1캠퍼스, 5대학, 3대학원   |              |
| 호남신학대학교     | 사립       | 남구       | 1캠퍼스, 1대학, 5대학원   |              |

## 전문대학
| 이름            | 설립 유형 | 위치   | 비고     |
| --------------- | --------- | ------ | -------- |
| 광주보건대학교  | 사립      | 광산구 |          |
| 기독간호대학교  | 사립      | 남구   |          |
| 동강대학교      | 사립      | 북구   |          |
| 서영대학교      | 사립      | 북구   |          |
| 조선간호대학교  | 사립      | 동구   |          |
| 조선이공대학교  | 사립      | 동구   |          |
| 한국폴리텍V대학 | 사립      | 북구   | 기능대학 |

## 사이버대학
| 이름             | 설립 유형 | 위치 | 비고      |
| ---------------- | --------- | ---- | --------- |
| 원광디지털대학교 | 사립      | 서구 | 학사 학위 |

## 같이 보기
- 대한민국의 대학 목록
- 전라남도의 대학 목록